# 8163 Ishizaki
8163 Ishizaki eller 1990 UF2 är en asteroid i huvudbältet som upptäcktes den 27 oktober 1990 av den japanska astronomen Tsutomu Seki vid Geisei-observatoriet. Den är uppkallad efter den japanske amatörastronomen Masako Ishizaki.
Asteroiden har en diameter på ungefär 5 kilometer.